# النخاولة
النخلي مجتمع من سكان السعودية من الحجاز معظمهم يقيمون تقليديًا في المدينة المنورة وما حولها، .

## أصل الكلمة
أ(المفرد: النَخْلي) من المرجح أنها مشتقة من الكلمة العربية نخل، نخلة أو النخيل (نخيل التمر) لأنه يقال إن مجتمعهم قد عمل في بساتين النخيل حول المدينة. يُعتقد أن الكلمة استخدمت لأول مرة خلال الحكم العثماني في الحجاز وسجلها لأول مرة أبو سالم العياشي أثناء إقامته في المدينة المنورة في الفترة ما بين عامي 1662 و1663.
في المملكة العربية السعودية الحديثة، تُعرف النخيلة رسميًا باسم النخيلين أو النخلية (المفرد: النخلي).

## الأصل
أصلهم غير واضح. معظم أفراد المجتمع يدعون أنهم ينتمون إلى قبائل المدينة العربية الأصلية مثل الخزرج أو الهاشميين، بينما يُزعم اخرون انهم ينحدرون من افريقيا دون دليل مثبت ويُقال أيضا إن حسن بن علي أطلق سراحهم وأمر بالعمل في مزارعه. تشمل المعتقدات الأخرى أن احفادهم بعضهم موجدين في المدينة سابقا والآخر من خارج المدينة، أو أنهم أتوا من شرق الجزيرة العربية أو جنوب افريقيا وأنهم كانوا في مصر ما بعد الفاطمية.

## التاريخ
تاريخياً ، شاركوا في زراعة أشجار النخيل و المشاركة في الرياضات المختلفة كـ كرة القدم والالعاب الاولمبية وغيرها من الأعمال الخادمة للوطن لعقود من الزمن .
.